# Jules-Jean-Baptiste Chiara
Jules-Jean-Baptiste Chiara, francoski general, * 21. november 1889, † 1946.